# Rolf Günther
Rolf Günther, född 8 januari 1913 i Erfurt, död i augusti 1945 i Ebensee, var en tysk SS-Sturmbannführer vid Reichssicherheitshauptamt (RSHA), Nazitysklands säkerhetsministerium. Han var från 1941 Adolf Eichmanns ställföreträdare vid avdelning IV:B4 som handhade judeangelägenheter och utvandring. Günther deltog i Förintelsen i bland annat Grekland och Ungern.

## Biografi
Rolf Günther var son till köpmannen Emil Günther och dennes hustru Lydia. Han hade tre bröder: Hans, Gerd och Klaus. Günther inträdde i SA år 1929, vid sexton års ålder. År 1937 inledde han sin karriär vid Gestapo-kontoret i Erfurt, där han senare arbetade tillsammans med sin äldre bror Hans Günther inom avdelning IIB 1, som handhade frågor rörande bland annat religiösa samfund och frimurare. Vid den här tiden lämnade Rolf Günther SA och gick med i SS. Under senare delen av 1938 tjänstgjorde han vid Centralkontoret för judisk emigration som hade etablerats i Wien efter Anschluss, Nazitysklands annektering av Österrike. Brodern Hans Günther utsågs i juli 1939 till chef för Centralkontoret för judisk emigration i Prag.

### RSHA
Inom Reichssicherheitshauptamt var Adolf Eichmann chef för avdelning IV:B4 som sysslade med judiska angelägenheter och utvandring. 1941 delade Eichmann sin avdelning i två underavdelningar: IV:B4a med ansvar för deportation och transporter och IV:B4b som handhade juridiska och tekniska aspekter på judefrågan. Eichmann utnämnde Günther till sin ställföreträdare och till chef för underavdelning IV:B4a.
I juni 1942 gav Günther i uppdrag åt Kurt Gerstein, medlem av Waffen-SS:s hygieninstitut, att införskaffa stora mängder vätecyanid för ett topphemligt ändamål. I augusti samma år besökte Günther och Gerstein samt läkaren Wilhelm Pfannenstiel förintelselägret i Bełżec för att bevittna gasningen av judar med hjälp av avgaser. Günther hade som avsikt att utröna huruvida Zyklon B var mera effektivt än kolmonoxid när det gällde gasningar i stor skala och ämnade byta ut kolmonoxid mot Zyklon B i lägret. Kommendanten i Bełżec, Christian Wirth, motsatte sig dock detta, då han ansåg att införskaffandet av stora mänger Zyklon B kunde väcka misstankar.

### Nisko-projektet
Den 1 september 1939 invaderade Nazityskland sin granne Polen. Kort efter den polska kapitulationen höll Adolf Hitler ett tal i tyska riksdagen, i vilket han förklarade att erövringen av Polen hade öppnat för nya möjligheter beträffande lösningen av judefrågan. Han förordade att judarna skulle fördrivas från det tyska riket till den del av Polen som inte hade införlivats med Tredje riket. Detta ockuperade territorium inrättades som Generalguvernementet den 26 oktober 1939. Hitler uppdrog åt Heinrich Müller att sondera terrängen för deportation av rikstyska judar samt polacker och judar i Warthegau till Generalguvernementet. Müller, i sin tur, delegerade uppgiften åt Adolf Eichmann; denne valde ut orten Nisko, belägen cirka 85 kilometer sydväst om Lublin, som deportationsmål. Rolf Günther och Theodor Dannecker befattades med att samordna tågtransporterna till Nisko, vilket skedde i samarbete med det lokala Deutsche Reichsbahn-kontoret i Oppeln. Günther beordrade ledaren för den judiska kommuniteten i Wien, Josef Löwenherz, att rekrytera 1 200 arbetsföra judar med uppgift att uppföra bostadsbaracker i Nisko. Eichmann planerade Nisko som ett judiskt reservat under tysk administration. Tusentals judar hann deporteras till Nisko, innan projektet inställdes. De lokala myndigheterna vägrade att ansvara för de deporterade judarna och den tyska militära ledningen i området krävde att järnvägarna skulle nyttjas för transport av manskap och krigsmateriel. Lägret i Nisko stängdes i april 1940 och de judar som överlevt fördes till Wien och Prag.

### Grekland
I april 1941 ockuperades Grekland av Nazityskland. På uppdrag av Eichmann for Günther i januari 1943 till Aten för att inledda deportationerna av grekiska judar till Auschwitz. Till sin hjälp hade han bland andra Dieter Wisliceny och Alois Brunner. Ett getto inrättades i Thessaloníki och i mitten av mars 1943 inleddes deportationerna. Mellan mars och augusti 1943 kom drygt 48 000 judar att deporteras från Thessaloníki; omkring 37 000 gasades direkt efter ankomsten. Totalt deporterades mellan 60 000 och 65 000 grekiska judar till Auschwitz.

### Ungern
Under 1943 gjorde Nazityskland upprepade försök att få de ungerska judarna deporterade, men den ungerska regeringen under ledning av premiärminister Miklós Kállay vägrade att tillmötesgå påtryckningarna från sin bundsförvant. Kállay aviserade i början av januari 1944 att Ungern ämnade lämna förbundet med Tyskland, vilket ledde till att tyska trupper i mitten av mars ockuperade Ungern. Kállay ersattes med den tyskvänlige Döme Sztójay, som lät inleda deportationerna av judar. Eichmann anlände till Budapest med sitt Sondereinsatzkommando, i vilket bland andra Rolf Günther ingick. Günther samordnade tillsammans med andra av Eichmanns medhjälpare tågtransporterna från Budapest till Auschwitz.
Efter andra världskrigets slut internerades Günther i ett amerikanskt krigsfångeläger i Ebensee. I mitten av augusti 1945 begick han självmord genom att bita sönder en glasampull med cyanid.